# La collana di smeraldi
La collana di smeraldi (The Square Emerald) è un romanzo giallo del 1926 scritto da Edgar Wallace, edito in varie lingue tra cui danese, finlandese, olandese, portoghese, spagnolo e tedesco. In italiano è apparso anche con i titoli Lo smeraldo maledetto o Smeraldo fatale. 

## Trama
Peter Dawlish, un giovanotto sfortunato, esce dal carcere dopo aver scontato una condanna di sette anni e mezzo per una truffa di cui si è sempre proclamato innocente. Suo padre è morto di dolore poco prima della condanna dopo averlo diseredato, e sua madre lo ha disconosciuto. L'unica cosa a cui pensa è vendicarsi della persona che ritiene lo abbia incastrato, lo sgradevole maggiordomo di Lady Raytham, Druze. Che puntualmente viene trovato assassinato, con uno smeraldo quadrato stretto in mano! 
Sembrerebbe dunque che Peter abbia dato seguito ai suoi propositi di vendetta. Ma non è quello che pensa Leslie Maughan, giovane e brillante funzionaria di polizia, che inizia ad indagare per provare la sua innocenza. È solo l'inizio di una girandola di colpi di scena, che la porteranno ad avere a che fare, tra le altre cose, con ricatti, traffici di bambini, pericolosi malesi e tre sorelle diaboliche.

## Personaggi
- Leslie Maugham, giovane funzionaria di polizia
- Peter Dawlish, giovanotto sfortunato
- Lady Margareth Dawlish, sua madre
- Lady Anita Bellini, Lady Jane Raytham, nobildonne
- Arthur Druze, maggiordomo sgradevole
- Greta Gurden, "segretaria" di Lady Bellini
- Signora Inglethorne, affittuaria
- Elizabeth, sua figlia di 6 anni
- Coldwell, Ispettore di Scotland Yard
- Lucretia, domestica di Leslie Maugham

## Edizioni italiane
- La collana di smeraldi, traduzione di Elsa Pelitti, I classici del Giallo Mondadori n. 478, Arnoldo Mondadori Editore, maggio 1985.
- Smeraldo fatale, Garden Editoriale, 1992.
- Lo smeraldo maledetto. Il Giallo Economico Classico, Compagnia del Giallo, Newton Compton Editore, 1993.
- La collana di smeraldi, traduzione di Elsa Pelitti, in Le signore del delitto, Gli speciali del Giallo Mondadori n. 88, Arnoldo Mondadori Editore, dicembre 2018.